# Bancada Municipalista
Bancada Municipalista és una plataforma d'esquerra presentada l'11 de desembre de 2018 a Madrid, impulsada per l'ala més radical del partit instrumental Ara Madrid, que va considerar insuficient el nivell de compliment del programa de 2015 durant el mandat com a alcaldessa de Madrid de Manuela Carmena. Considerada una evolució de la plataforma de Guanyem Madrid, va plantejar llavors l'obertura d'un «procés municipalista», sense renunciar a la possibilitat de presentar una candidatura alternativa a la de Més Madrid per a les eleccions municipals de 2019.
Impulsat per, entre d'altres, els regidors del grup municipal d'Ara Madrid Pablo Carmona i Montserrat Galcerán, va rebre també el suport de la regidora Rommy Arce, encara que sense sumar-se llavors aquesta última a la iniciativa.
La plataforma es va adherir al manifest de la Confederació de Municipalistes, que integra més de 15 candidatures ciutadanes a tot l'Estat, i va començar a celebrar assemblees amb Anticapitalistes i Esquerra Unida Madrid per conformar una coalició de cara a les eleccions municipals de 2019, apostant per la celebració de primàries conjuntes amb aquestes formacions. El 28 de març de 2019 els integrants de la Bancada van anunciar juntament amb els de IU-Madrid i Anticapitalistes la coalició Madrid En Pie Municipalista.